# Rumors (singel Lindsay Lohan)
"Rumors" – pierwszy singel piosenkarki Lindsay Lohan z jej debiutanckiego albumu Speak. Jest najbardziej znanym utworem wokalistki, który odniósł duży sukces.
Piosenka została napisana przez Lindsay Lohan, Cory Rooney, Tarryle Jackson i TJ Jackson i opowiada o życiu Lindsay.

## Lista utworów
CD single
1. "Rumors" 3:18

Maxi single
1. "Rumors" 3:18
2. "Rumors" [Full Phatt Remix] 3:25
3. "Rumors" [Full Phat Club Mix] 6:22
4. "Rumors" [CD-Rom track]

## Listy przebojów
| Lista                         | Pozycja |
| ----------------------------- | ------- |
| Croatia Singles Chart         | 3       |
| China Singles Chart           | 2       |
| Taiwan Singles Chart          | 2       |
| Australian ARIA Singles Chart | 10      |
| Germany Singles Chart         | 14      |
| Israel Singles Chart          | 1       |
| Mexican Top 100               | 1       |
| Austrian Singles Top 75       | 23      |
| U.S. Top 40 Mainstream        | 23      |
| Swiss Singles Top 100         | 30      |
| Dutch Single Top 100          | 31      |
| Swedish Top 60 Singles        | 34      |
| U.S. Bubbling Under Hot 100   | 6       |
| Hot Digital Tracks            | 17      |